# Marie Droüart
Marie Droüart est une folkloriste bretonne. Elle a travaillé principalement sur la matière de la Haute-Bretagne, plus particulièrement la région du Penthièvre (Côtes-d'Armor) dont elle était originaire par sa mère.

## Biographie
Marie Droüart, née Marie Rose Victorine Souchet, est née le 21 mai 1887 à Saint-Malo. Son père, René Jean Suchet, est né à Grenoble en 1861 et sa mère, Rose Le Breton, est née à Lamballe en 1863. Elle se marie en 1907 avec un magistrat de la cour de Rennes dont elle divorce en 1938. Ils auront un fils.
Elle obtient sa capacité en droit à la faculté de Rennes en 1933. Entre 1935 et 1940, elle travaille comme clerc principal dans l'étude de Maître Leroy. Entre 1939 et 1941, elle est aussi journaliste au Nouvelliste de Bretagne, où elle tient une chronique judiciaire.
Entre 1936 et 1940, elle anime une émission sur Radio Bretagne consacrée aux Causes célèbres en Bretagne. Entre 1940 et 1943, elle est journaliste à L'Heure bretonne avec une chronique La Mode bretonne. Elle écrit également entre 1941 et 1943 dans La Bretagne (différentes rubriques).
Avant-guerre, Marie Droüart est membre de plusieurs sociétés savantes : Société de folklore français et colonial, Société des orateurs et conférenciers de France, English Folk Dance & Song Society.
Pendant la guerre, elle est la directrice de La Chanterie de Haute-Bretagne qui fédère, sous la présidence d'honneur de Jean Choleau, trois groupes traditionalistes (folkloristes) : Les Sabotiers de Fougères (Ille-et-Vilaine), L'Hermine de Saint-Brieuc (Côtes-d'Armor) et le Groupe traditionaliste du Pays de la Mée (Châteaubriant, Loire-Atlantique). La Chanterie propose des spectacles de chansons populaires, danses, ballets et pièces de théâtre en gallo.
Tombée gravement malade après les bombardements de Rennes le 29 mai 1943, elle quitte la ville pour se réfugier à Liffré. Se retrouvant sans ressources, elle dépose un dossier au MNATP - Musée national des Arts et Traditions populaires afin d'obtenir une rémunération pour ses travaux sur la tradition de Haute-Bretagne, ce qu'elle obtient.
Elle est beaucoup moins active après la guerre. Marie Droüart décède le 24 juillet 1966 à Rennes.
Elle a utilisé plusieurs pseudononymes : Rozen Ar Vrezon (traduction en breton du nom de sa mère), Cezaïck, Marie-Claude.

## Travaux de collectage
Les travaux de Marie Droüart pour le MNATP se présentent sous la forme de cahiers manuscrits qui sont actuellement conservés aux Archives nationales (cote 20130277/180 et 181). Ils sont restés inédits pendant près de 70 ans. 
Huit de ces cahiers ont fait l'objet d'une co-édition en 2014 par l' association Dastum et les Presses universitaires de Rennes dans la collection Patrimoine oral de Bretagne (numéro 6), avec une présentation et une analyse de Didier Bécam (docteur en ethnologie) sous le titre de Marie Droüart. Chansons populaires de Haute-Bretagne [les titres des cahiers sont ceux de Marie Droüart] :
- Cahier I (Chansons populaires de Haute-Bretagne, chansons de conscrits, de marches, de marins,...) ;
- Cahiers III a et b (Chansons et danses populaires de Haute-Bretagne, chansons historiques, cris et chansons des petits métiers,...) ;
- Cahiers IV a et b (Chansons et danses populaires de Haute-Bretagne, chansons de fêtes, chansons satiriques,...) ;
- Cahier V (Chansons et danses populaires de Haute-Bretagne, chansons enfantines, rondes et danses et jeux,...) ;
- Cahier n°1 (Chansons populaires de Haute-Bretagne) ;
- Cahier n°2 (34 chansons populaires de Haute-Bretagne) ;
- 15 Chansons populaires de Haute-Bretagne ;
- Cahier 20 (Chansons populaires de Haute-Bretagne).

L'ensemble représentent 297 chansons collectées auprès de quarante-neuf informateurs différents et qui peuvent se classer en deux catégories : les chansons de traditions orales (220 items) et les chansons lettrées (77 items). Sa mère a été sa plus importante informatrice (84 chansons). Lamballe est le lieu de collectage principal (114 chansons).
Marie Droüart a aussi collecté de nombreux contes et légendes populaires, consignés dans une autre série de neuf cahiers qui restent inédits, ainsi que le lexique du parler gallo du Penthièvre (1 cahier inédit).

## Les Compagnons de Merlin et le gallo
Les Compagnons de Merlin sont une branche gallèse de la Fédération régionaliste de Bretagne. En 1939, ils publient dans Le Réveil breton, organe de la Fédération, un manifeste pour une meilleure prise en compte de la culture de Haute-Bretagne.
Les Compagnons de Merlin sont fondés le 29 janvier 1939 sous la direction de Jean Choleau. Marie Droüart fait partie des huit premiers compagnons. Dès le premier numéro de Galerne, supplément du Réveil breton, elle publie une étude sur l'utilisation du folklore qui prône un usage du gallo dans l'enseignement. En cela, elle fait figure de pionnière de la reconnaissance du gallo, de son enseignement et de sa transmission.

## Publications
- Chansons et danses populaires de Haute-Bretagne. Tome I, Vitré : Éd. Unvaniez Arvor, 1938, 150 p.[5],[6] [avec Jean Choleau] [photo de Marie Droüart]
- L'état actuel du folklore en Haute-Bretagne. Tome I : Les études linguistiques, les patois, Vitré : Éd. Unvaniez Arvor, [1938][7]
- Les saints guérisseurs, les saints protecteurs et les saints qui regardent de travers, Vitré : Éd. Unvaniez Arvor, 1939[8]
- Chansons populaires de Haute-Bretagne : 15 chansons d'amour, Rennes, Éd. de la Chanterie, 1945, 52 p. [harmonisées par Vincent Gambau, à 2, 3 et 4 voix mixtes avec accompagnement de piano]
- Eusa, l'enchanteresse, Rennes : Imprimerie bretonne, 1963, 154 p.
- Chansons des bords de l'eau, Rennes : Presse artisanale H. Le Mée, [1960?]
- La « 3 » de Margueritte. Journal de bord des internées de Rennes, 25 janvier-23 mars 1945, Rennes : H. Le Mée, [vers 1960?]
- Fiançailles tragiques, drame en 3 actes et 8 tableaux inspiré d'un conte populaire écossais, Vannes : Impr. du Golfe, [1951]
- Catalogue folklorique de la Chanterie de Haute-Bretagne, Rennes : Imprimeries réunies, [1942-1943] [5 fascicules de 8 p.]
- Les fées des houles. Idylle aux champs. Saynettes en patois de Penthièvre, [s.l.] : [s.n.], [1942]
- Le Dre d'passaige. Un acte et cinq tableaux, [Rennes ou Vitré], [c. 1942]
- L'art populaire en Bretagne à travers les âges album n° 1, [Rennes] : Éd. Unvaniez Arvor, 1938
- L'art populaire en Bretagne à travers les âges album n° 2, Rennes : Société d'éd. bretonnes, 1943
- L'art populaire en Bretagne à travers les âges album n° 3. Les broderies celtiques et bretonnes, Rennes : Ti Man J. Moulin, [1950?]
- L'aïeule à la multiple coiffe. Coiffes et costumes féminins des régions de Saint-Malo et du Penthièvre, Rennes : Impr. H. Le Mée, [1940?], 58 p.
- Chanson bretonne du pays gallo. Chansons populaires de Bretagne, [Vitré ?], [vers 1938] [Rozenn Ar Vrezon]
- Le crime de la Croix Noire. Le Rouget de Dol, numéro 04, 4è trimestre 1973 (texte d'une causerie faite à Radio Bretagne, dans le cycle "Les causes célèbres en Bretagne", au cours des années 1937-1938. Le texte est tiré du dossier de l'affaire aux Archives de la Cour d'Appel de Rennes)
- Les prêtres sans tête, Légendes et Histoires populaires, Cahiers d'Histoire et de Folklore, n° 1, octobre 1955, p. 50. (repris dans Le Rouget de Dol, numéro 08, 4è trimestre 1974)
- L'origine des puces, Musique Bretonne, sept. oct. 1994, p. 23, collecté à Rieux (56350) près de Marguerite David